# Lars Müller (Grafiker)
Lars Müller (* 1955 in Oslo) ist ein in der Schweiz wirkender norwegischer Grafikdesigner, Autor, Herausgeber und Verleger.

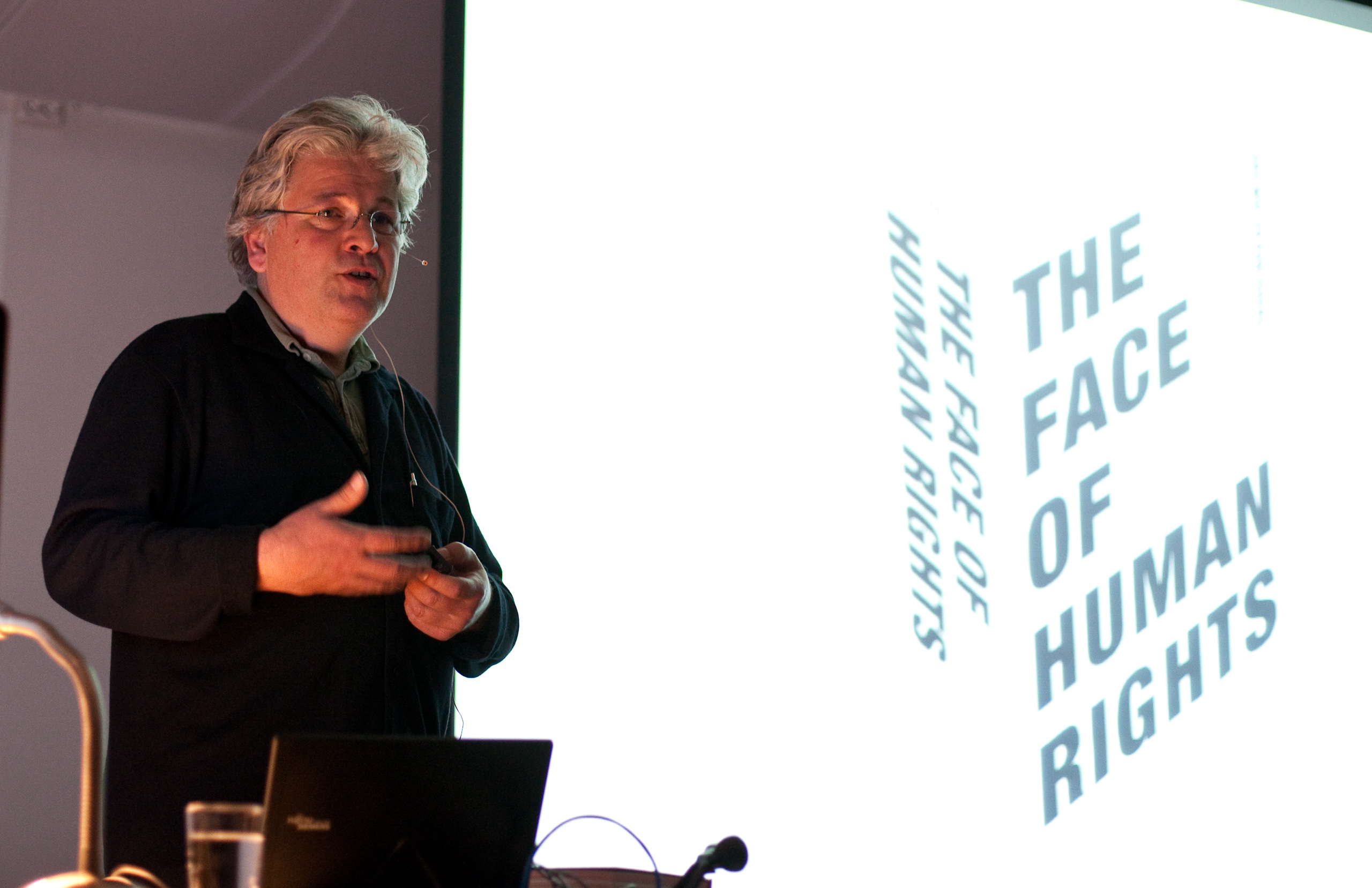
Lars Müller auf der Grafill Edit Konferenz, 31. Oktober 2009

## Werdegang
Lars Müller lebt seit 1963 in der Schweiz, derzeit in Zürich. Er absolvierte zwischen 1974 und 1979 eine Ausbildung als Grafikdesigner in Zürich und Basel. Darauf wirkte er längere Zeit im Ausland, unter anderem bei Wim Crouwel in Amsterdam. 1982 eröffnete er in Baden sein Atelier für visuelle Kommunikation. 1983 gründete Müller den Verlag Lars Müller Publishers, in dem vor allem Bücher aus den Bereichen Architektur, Design, Kunst und Fotografie publiziert werden. Seit 1996 ist er Partner von Integral Concept, einer internationalen Verbindung für «transdisziplinäre Kompetenz». Er war eng mit dem Designer Josef Müller-Brockmann und dem Künstler Richard Paul Lohse befreundet.
Ab 1985 erhielt Müller verschiedene Lehraufträge. Von 2009 bis 2015 war er Gastdozent an der Harvard University Graduate School of Design, 2019 Regent’s professor an der University of California, Los Angeles. Seit 1993 ist er Mitglied der Alliance Graphique Internationale.

## Publikationen

### Monografien (Auswahl)
- Josef Müller-Brockmann. Ein Pionier der Schweizer Grafik. 1996, ISBN 3-906700-89-5.
- Der Wind, das Licht. 2010, ISBN 978-3-03778-197-5.
- Das Bild der Menschenrechte. 2004, ISBN 3-03778-035-5.

### Herausgeberschaft (Auswahl)
- Mit Victor Malsy: Helvetica Forever: Geschichte einer Schrift. 2002, ISBN 978-3-03778-120-3.[4]
- Habit – Habitat, Christa de Carouge. 2000, ISBN 3-907078-16-0.
- Schwarz und Weiß. 2003, ISBN 3-03778-014-2.

## Auszeichnungen
- 2002: Jan-Tschichold-Preis
- 1999, 2000, 2001, 2002, 2003, 2004: Die schönsten Schweizer Bücher

## Film
- Portrait Lars Müller (2005) von Marianne Pletscher